# Dai Xiaoxiang
Dai Xiaoxiang (戴小祥S, Dài XiăoxiángP; Fujian, 15 dicembre 1990) è un arciere cinese, vincitore della medaglia di bronzo nella gara a individuale ai Giochi di Londra 2012.

## Palmarès
- Giochi olimpici

2012 - Londra: bronzo nella gara individuale.
- Giochi asiatici

2010 - Canton: argento nell'arco ricurvo a squadre.